# Paesaggio a sud
Paesaggio a sud è un cortometraggio del 2003 diretto da Vincenzo Marra.
Il film è stato presentato nella sezione Nuovi territori della 60ª Mostra internazionale d'arte cinematografica di Venezia. La pellicola registra la quotidianità di Lentini, un paese vicino Siracusa.